# جون هنري موس
جون هنري موس هو سياسي أمريكي، ولد في 10 نوفمبر 1918 في كينغز ماونتن في الولايات المتحدة، وتوفي بنفس المكان في 1 يوليو 2009.